# 杉本聖一
杉本 聖一（すぎもと せいいち、1966年6月24日 - ）は、日本のカメラマン・鉄道写真家・ライター・エディター。合同会社ロットファイ代表社員。東京生まれ。

## 経歴
駒澤大学文学部国文学科卒業。写真家・北井三郎に師事の後、弘済出版社入社。前「鉄道ダイヤ情報」副編集長。タイへは1994年に初めて訪問。以降、渡航回数は20回を越え、1998年3月から10月までタイ王国のバンコクに暮らす。
カメラマン、ライター、エディターとして活躍中。『週刊鉄道データファイル』（デアゴスティーニ・ジャパン刊）では、編集長を務めた。
また、国語科の教員免許を保有しており、2024年現在、公立高校で国語科の非常勤講師も務めている。

## 著書
- 『魅惑のタイ鉄道』多摩川新聞社　2000年10月 ISBN 978-4924882294
- 『旅行人ノート メコンの国 インドシナ半島の国々』旅行人編集部　2007年5月 ISBN 978-4947702593
- 『世界の絶景鉄道』PIE BOOKS 2016年10月　ISBN 978-4756248336

## 関連人物
- 南正時
- 米屋浩二
- 土屋武之